# Lista de participantes do Produce X 101
Produce X 101 (hangul: 프로듀스 X 101) é um reality show de sobrevivência produzido e exibido pelo canal de televisão sul-coreano Mnet.

## Participantes do Produce X 101
A ortografia dos nomes em português está de acordo com o site oficial. Os participantes coreanos são apresentados na ordem oriental (nome da família, nome próprio). A idade listada é de acordo com o sistema etário coreano no início da competição. A nova classificação X significa que os competidores são os menos preparados e são os mais vulneráveis a serem eliminados.
| Empresa                                | Nome                               | Idade | Avaliação dos Juízes | Avaliação dos Juízes | Ranking | Ranking           | Ranking           | Ranking           | Ranking           | Ranking           | Ranking           | Ranking           | Ranking           | Ranking           | Ranking           | Ranking           | Ranking            | Ranking |
| Empresa                                | Nome                               | Idade | Avaliação dos Juízes | Avaliação dos Juízes | Ep.1    | Ep.2              | Ep.3              | Episódio 5        | Episódio 5        | Ep.6              | Episódio 8        | Episódio 8        | Episódio 11       | Episódio 11       | Episódio 12       | Episódio 12       | Total No. de Votos | Final   |
| Empresa                                | Nome                               | Idade | 1                    | 2                    | #       | #                 | #                 | #                 | Votos             | #                 | #                 | Votos             | #                 | Votos             | #                 | Votos             | Total No. de Votos | Final   |
| -------------------------------------- | ---------------------------------- | ----- | -------------------- | -------------------- | ------- | ----------------- | ----------------- | ----------------- | ----------------- | ----------------- | ----------------- | ----------------- | ----------------- | ----------------- | ----------------- | ----------------- | ------------------ | ------- |
| Trainee Individual (개인연습생)        | Lee Hyeop (이협)                   | 21    | C                    | C                    | 40      | 48                | 52                | 49                | 85,520            | 40                | 26                | 418,222           | 24                | Eliminado         | Eliminado         | Eliminado         | 503,742+           | 24      |
| Trainee Individual (개인연습생)        | Choi Su Hwan (최수환)              | 19    | A                    | A                    | 56      | 56                | 24                | 24                | 280,824           | 28                | 29                | 363,605           | 28                | Eliminado         | Eliminado         | Eliminado         | 644,429+           | 28      |
| Trainee Individual (개인연습생)        | Kang Seok Hwa (강석화)2            | 20    | C                    | B                    | 21      | 29                | 35                | 35                | 156,788           | 34                | 35                | 301,720           | Eliminado         | Eliminado         | Eliminado         | Eliminado         | 458,508            | 35      |
| Trainee Individual (개인연습생)        | Kim Sung Yeon (김성연)2 15         | 18    | C                    | B                    | 54      | 52                | 56                | 59                | 68,946            | 49                | 45                | 227,444           | Eliminado         | Eliminado         | Eliminado         | Eliminado         | 296,390            | 45      |
| Trainee Individual (개인연습생)        | Lee Eugene (이유진)1               | 16    | X                    | F                    | 7       | 12                | 16                | 27                | 247,706           | 53                | 55                | 161,710           | Eliminado         | Eliminado         | Eliminado         | Eliminado         | 409,416            | 55      |
| Trainee Individual (개인연습생)        | Lee Ha Min (이하민)                | 24    | A                    | B                    | 50      | 58                | 67                | 63                | Eliminado         | Eliminado         | Eliminado         | Eliminado         | Eliminado         | Eliminado         | Eliminado         | Eliminado         | Eliminado          | 63      |
| Trainee Individual (개인연습생)        | Jung Young Bin (정영빈)            | 22    | B                    | B                    | 62      | 61                | 62                | 68                | Eliminado         | Eliminado         | Eliminado         | Eliminado         | Eliminado         | Eliminado         | Eliminado         | Eliminado         | Eliminado          | 68      |
| Trainee Individual (개인연습생)        | Park Jin Yeol (박진열)             | 19    | C                    | C                    | 64      | 64                | 73                | 81                | Eliminado         | Eliminado         | Eliminado         | Eliminado         | Eliminado         | Eliminado         | Eliminado         | Eliminado         | Eliminado          | 81      |
| Trainee Individual (개인연습생)        | Im Siu (임시우) 17                 | 21    | D                    | –                    | 51      | Deixou o programa | Deixou o programa | Deixou o programa | Deixou o programa | Deixou o programa | Deixou o programa | Deixou o programa | Deixou o programa | Deixou o programa | Deixou o programa | Deixou o programa | Deixou o programa  | 101     |
| A_CONIC (에이코닉)                     | Kwon Tae Eun (권태은)              | 21    | X                    | F                    | 74      | 57                | 66                | 46                | 93,285            | 32                | 34                | 320,834           | Eliminado         | Eliminado         | Eliminado         | Eliminado         | 414,119            | 34      |
| AAP.Y                                  | Kang Hyeon Su (강현수)             | 21    | A                    | A                    | 79      | 59                | 69                | 40                | 119,932           | 22                | 20                | 660,757           | 26                | Eliminado         | Eliminado         | Eliminado         | 780,689+           | 26      |
| AAP.Y                                  | Lee Mi Dam (이미담)2               | 23    | B                    | C                    | 32      | 30                | 36                | 36                | 148,119           | 38                | 37                | 284,079           | Eliminado         | Eliminado         | Eliminado         | Eliminado         | 432,198            | 37      |
| AAP.Y                                  | Jung Myung Hoon (정명훈)           | 23    | B                    | C                    | 90      | 69                | 71                | 71                | Eliminado         | Eliminado         | Eliminado         | Eliminado         | Eliminado         | Eliminado         | Eliminado         | Eliminado         | Eliminado          | 71      |
| Around US Entertainment                | Jeong Jae Hun (정재훈)             | 20    | A                    | C                    | 65      | 66                | 59                | 60                | 68,564            | 47                | 39                | 258,077           | Eliminado         | Eliminado         | Eliminado         | Eliminado         | 326,641            | 39      |
| Around US Entertainment                | Woo Je Won (우제원)                | 22    | A                    | B                    | 63      | 60                | 55                | 55                | 72,957            | 50                | 54                | 163,423           | Eliminado         | Eliminado         | Eliminado         | Eliminado         | 236,380            | 54      |
| Around US Entertainment                | Choi Si Hyuk (최시혁)              | 20    | B                    | C                    | 69      | 70                | 74                | 79                | Eliminado         | Eliminado         | Eliminado         | Eliminado         | Eliminado         | Eliminado         | Eliminado         | Eliminado         | Eliminado          | 79      |
| Astory Entertainment (애스토리)        | Jeon Hyun Woo (전현우)             | 23    | B                    | B                    | 35      | 51                | 63                | 64                | Eliminado         | Eliminado         | Eliminado         | Eliminado         | Eliminado         | Eliminado         | Eliminado         | Eliminado         | Eliminado          | 64      |
| Astory Entertainment (애스토리)        | Heo Jin Ho (허진호)                | 22    | C                    | B                    | 94      | 89                | 93                | 83                | Eliminado         | Eliminado         | Eliminado         | Eliminado         | Eliminado         | Eliminado         | Eliminado         | Eliminado         | Eliminado          | 83      |
| Brand New Music                        | Lee Eun Sang (이은상)              | 18    | A                    | C                    | 14      | 2                 | 3                 | 5                 | 931,256           | 6                 | 6                 | 1,313,074         | 9                 | 230,716           | X                 | 689,489           | 3,164,535          | X (11)  |
| Brand New Music                        | Kim Si Hun (김시훈)                | 21    | B                    | A                    | 43      | 17                | 19                | 18                | 350,549           | 25                | 24                | 456,615           | 27                | Eliminado         | Eliminado         | Eliminado         | 807,164+           | 27      |
| Brand New Music                        | Yun Jung Hwan (윤정환)             | 19    | A                    | B                    | 58      | 18                | 23                | 31                | 212,257           | 35                | 38                | 275,950           | Eliminado         | Eliminado         | Eliminado         | Eliminado         | 488,207            | 38      |
| Brand New Music                        | Hong Seong Jun (홍성준)            | 21    | B                    | F                    | 53      | 23                | 33                | 37                | 143,400           | 56                | 51                | 177,128           | Eliminado         | Eliminado         | Eliminado         | Eliminado         | 320,528            | 51      |
| C9 Entertainment                       | Keum Dong Hyun (금동현)            | 17    | B                    | C                    | 23      | 26                | 30                | 17                | 360,277           | 16                | 19                | 680,687           | 10                | 187,264           | 14                | 674,500           | 1,902,728          | 17      |
| C9 Entertainment                       | Lee Jae Bin (이재빈)               | 20    | B                    | C                    | 73      | 88                | 91                | 95                | Eliminado         | Eliminado         | Eliminado         | Eliminado         | Eliminado         | Eliminado         | Eliminado         | Eliminado         | Eliminado          | 95      |
| Chandelier Music                       | Peak (픽)3                         | 19    | D                    | D                    | 34      | 42                | 51                | 58                | 69,707            | 51                | 50                | 184,282           | Eliminado         | Eliminado         | Eliminado         | Eliminado         | 253,989            | 50      |
| Cre.ker Entertainment (크래커)         | Gwon Hui Jun (권희준)              | 19    | X                    | F                    | 44      | 46                | 50                | 53                | 79,864            | 52                | 56                | 157,020           | Eliminado         | Eliminado         | Eliminado         | Eliminado         | 236,884            | 56      |
| DS Entertainment                       | Steven Kim (스티븐 킴)             | 20    | X                    | D                    | 70      | 72                | 79                | 72                | Eliminado         | Eliminado         | Eliminado         | Eliminado         | Eliminado         | Eliminado         | Eliminado         | Eliminado         | Eliminado          | 72      |
| DSP Media                              | Son Dong Pyo (손동표)              | 18    | B                    | A                    | 6       | 6                 | 7                 | 7                 | 710,483           | 12                | 11                | 1,049,918         | 12                | 178,034           | 6                 | 824,389           | 2,762,824          | 6       |
| DSP Media                              | Lee Hwan (이환)                    | 21    | B                    | B                    | 46      | 49                | 60                | 67                | Eliminado         | Eliminado         | Eliminado         | Eliminado         | Eliminado         | Eliminado         | Eliminado         | Eliminado         | Eliminado          | 67      |
| DSP Media                              | Lee Jun Hyuk (이준혁)              | 20    | C                    | A                    | 68      | 65                | 75                | 75                | Eliminado         | Eliminado         | Eliminado         | Eliminado         | Eliminado         | Eliminado         | Eliminado         | Eliminado         | Eliminado          | 75      |
| E Entertainment                        | Won Hyuk (원혁)                    | 18    | B                    | D                    | 83      | 99                | 57                | 57                | 70,759            | 48                | 33                | 337,662           | Eliminado         | Eliminado         | Eliminado         | Eliminado         | 408,421            | 33      |
| E Entertainment                        | Lee Won Jun (이원준)               | 18    | B                    | D                    | 77      | 83                | 43                | 44                | 110,290           | 36                | 47                | 220,555           | Eliminado         | Eliminado         | Eliminado         | Eliminado         | 330,845            | 47      |
| ESteem                                 | Yu Ri (유리)                       | 26    | B                    | D                    | 33      | 34                | 27                | 29                | 216,426           | 33                | 40                | 246,067           | Eliminado         | Eliminado         | Eliminado         | Eliminado         | 462,493            | 40      |
| ESteem                                 | Anzardi Timothée (앙자르디 디모데) | 21    | X                    | F                    | 49      | 53                | 61                | 61                | Eliminated        | Eliminated        | Eliminated        | Eliminated        | Eliminated        | Eliminated        | Eliminated        | Eliminated        | Eliminated         | 61      |
| ESteem                                 | Kim Jin Gon (김진곤)               | 22    | X                    | D                    | 61      | 55                | 65                | 62                | Eliminado         | Eliminado         | Eliminado         | Eliminado         | Eliminado         | Eliminado         | Eliminado         | Eliminado         | Eliminado          | 62      |
| ESteem                                 | Kim Seung Hwan (김승환)            | 21    | X                    | F                    | 81      | 80                | 83                | 89                | Eliminado         | Eliminado         | Eliminado         | Eliminado         | Eliminado         | Eliminado         | Eliminado         | Eliminado         | Eliminado          | 89      |
| Enfant Terrible Company (앙팡테리블)   | Choi Byung Hoon (최병훈)           | 20    | D                    | F                    | 91      | 94                | 97                | 98                | Eliminado         | Eliminado         | Eliminado         | Eliminado         | Eliminado         | Eliminado         | Eliminado         | Eliminado         | Eliminado          | 98      |
| Fantagio (판타지오)                    | Han Gi Chan (한기찬)               | 22    | X                    | C                    | 16      | 22                | 25                | 33                | 196,506           | 46                | 57                | 151,694           | Eliminado         | Eliminado         | Eliminado         | Eliminado         | 348,200            | 57      |
| Gost Entertainment                     | Lee Sang Ho (이상호)               | 23    | X                    | X                    | 95      | 90                | 96                | 88                | Eliminado         | Eliminado         | Eliminado         | Eliminado         | Eliminado         | Eliminado         | Eliminado         | Eliminado         | Eliminado          | 88      |
| Gost Entertainment                     | Yun Hyun Jo (윤현조)               | 23    | X                    | F                    | 98      | 81                | 90                | 96                | Eliminado         | Eliminado         | Eliminado         | Eliminado         | Eliminado         | Eliminado         | Eliminado         | Eliminado         | Eliminado          | 96      |
| Happy Face Entertainment (해피페이스)  | Won Hyun Sik (원현식)              | 23    | C                    | D                    | 72      | 73                | 76                | 77                | Eliminado         | Eliminado         | Eliminado         | Eliminado         | Eliminado         | Eliminado         | Eliminado         | Eliminado         | Eliminado          | 77      |
| HONGYI Entertainment                   | Tony (토니)                        | 18    | A                    | F                    | 55      | 44                | 21                | 20                | 326,901           | 24                | 27                | 410,110           | 19                | 127,321           | 20                | 284,789           | 1,149,121          | 20      |
| HONGYI Entertainment                   | Wei Zi Yue (위자월)4               | 22    | C                    | F                    | 31      | 43                | 31                | 34                | 171,595           | 45                | 43                | 235,848           | Eliminado         | Eliminado         | Eliminado         | Eliminado         | 407,443            | 43      |
| iME Korea                              | Lee Se Jin (이세진)                | 24    | X                    | F                    | 8       | 14                | 13                | 13                | 459,837           | 20                | 21                | 632,247           | 20                | 125,530           | 18                | 464,655           | 1,682,269          | 19      |
| JH1                                    | Jun Uehara (우에하라 준)           | 24    | D                    | C                    | 88      | 96                | 82                | 91                | Eliminado         | Eliminado         | Eliminado         | Eliminado         | Eliminado         | Eliminado         | Eliminado         | Eliminado         | Eliminado          | 91      |
| Jellyfish Entertainment (젤리피쉬)     | Kim Min Kyu (김민규)               | 19    | X                    | D                    | 1       | 3                 | 2                 | 2                 | 1,033,132         | 3                 | 10                | 1,238,668         | 5                 | 290,944           | 17                | 472,150           | 3,034,894          | 12      |
| Jellyfish Entertainment (젤리피쉬)     | Choi Jun Seong (최준성)            | 18    | B                    | D                    | 59      | 63                | 40                | 39                | 120,879           | 41                | 46                | 221,745           | Eliminado         | Eliminado         | Eliminado         | Eliminado         | 342,624            | 46      |
| JYP Entertainment                      | Yun Seo Bin (윤서빈)18             | 21    | C                    | X                    | 12      | Deixou o programa | Deixou o programa | Deixou o programa | Deixou o programa | Deixou o programa | Deixou o programa | Deixou o programa | Deixou o programa | Deixou o programa | Deixou o programa | Deixou o programa | Deixou o programa  | 100     |
| Kiwi Media Group (키위미디어그룹)      | Song Chang Ha (송창하)             | 20    | C                    | C                    | 71      | 74                | 78                | 73                | Eliminado         | Eliminado         | Eliminado         | Eliminado         | Eliminado         | Eliminado         | Eliminado         | Eliminado         | Eliminado          | 73      |
| Kiwi Media Group (키위미디어그룹)      | Kim Hyeong Min (김형민)            | 21    | D                    | C                    | 97      | 79                | 89                | 90                | Eliminado         | Eliminado         | Eliminado         | Eliminado         | Eliminado         | Eliminado         | Eliminado         | Eliminado         | Eliminado          | 90      |
| Kiwi Media Group (키위미디어그룹)      | Lim Da Hun (임다훈)                | 20    | C                    | D                    | 100     | 91                | 98                | 97                | Eliminado         | Eliminado         | Eliminado         | Eliminado         | Eliminado         | Eliminado         | Eliminado         | Eliminado         | Eliminado          | 97      |
| Krazy Entertainment (크레이지)         | Kim Kwan Woo (김관우)              | 23    | D                    | D                    | 80      | 75                | 80                | 80                | Eliminado         | Eliminado         | Eliminado         | Eliminado         | Eliminado         | Eliminado         | Eliminado         | Eliminado         | Eliminado          | 80      |
| Maroo Entertainment (마루기획)         | Lee Jin Woo (이진우)               | 16    | C                    | B                    | 10      | 19                | 14                | 12                | 493,042           | 4                 | 8                 | 1,259,112         | 22                | 111,882           | Eliminado         | Eliminado         | 1,864,036          | 22      |
| Maroo Entertainment (마루기획)         | Lee Woo Jin (이우진)               | 17    | X                    | F                    | 52      | 71                | 54                | 50                | 84,822            | 42                | 41                | 244,979           | Eliminado         | Eliminado         | Eliminado         | Eliminado         | 329,801            | 41      |
| Maroo Entertainment (마루기획)         | Lee Tae Seung (이태승)             | 17    | X                    | F                    | 26      | 47                | 47                | 48                | 86,239            | 55                | 53                | 166,787           | Eliminado         | Eliminado         | Eliminado         | Eliminado         | 253,026            | 53      |
| MBK Entertainment                      | Lee Han Gyul (이한결)7             | 21    | C                    | D                    | 41      | 28                | 28                | 21                | 326,482           | 17                | 15                | 928,085           | 16                | 172,067           | 7                 | 794,411           | 2,221,045          | 7       |
| MBK Entertainment                      | Nam Do Hyon (남도현)6              | 16    | A                    | D                    | 37      | 4                 | 5                 | 6                 | 844,597           | 7                 | 7                 | 1,265,468         | 7                 | 272,795           | 8                 | 764,443           | 3,147,303          | 8       |
| MBK Entertainment                      | Kim Yeong Sang (김영상)5           | 23    | D                    | F                    | 93      | 50                | 58                | 65                | Eliminado         | Eliminado         | Eliminado         | Eliminado         | Eliminado         | Eliminado         | Eliminado         | Eliminado         | Eliminado          | 65      |
| Million Market (밀리언마켓)            | Yoo Geun Min (유건민)              | 22    | C                    | D                    | 101     | 77                | 68                | 70                | Eliminado         | Eliminado         | Eliminado         | Eliminado         | Eliminado         | Eliminado         | Eliminado         | Eliminado         | Eliminado          | 70      |
| MLD Entertainment                      | Kim Dong Bin (김동빈)8             | 19    | B                    | C                    | 18      | 16                | 17                | 26                | 267,398           | 37                | 42                | 238,545           | Eliminado         | Eliminado         | Eliminado         | Eliminado         | 505,943            | 42      |
| Music Works (뮤직웍스)                 | Song Yu Vin (송유빈)9              | 22    | A                    | A                    | 17      | 5                 | 8                 | 8                 | 679,286           | 9                 | 12                | 1,015,134         | 17                | 152,724           | 16                | 479,644           | 2,326,788          | 15      |
| Music Works (뮤직웍스)                 | Kim Kook Heon (김국헌)915          | 23    | A                    | A                    | 29      | 13                | 15                | 16                | 361,172           | 18                | 22                | 604,095           | 21                | Eliminado         | Eliminado         | Eliminado         | 965,267+           | 21      |
| NEST Management                        | Park Yun Sol (박윤솔)              | 24    | C                    | A                    | 82      | 84                | 49                | 43                | 110,322           | 43                | 48                | 215,650           | Eliminado         | Eliminado         | Eliminado         | Eliminado         | 325,972            | 48      |
| NEST Management                        | Oh Sae Bom (오새봄)                | 26    | C                    | C                    | 99      | 76                | 64                | 69                | Eliminado         | Eliminado         | Eliminado         | Eliminado         | Eliminado         | Eliminado         | Eliminado         | Eliminado         | Eliminado          | 69      |
| OUI Entertainment (위)                 | Kim Yo Han (김요한)                | 21    | A                    | C                    | 3       | 1                 | 1                 | 1                 | 1,094,299         | 5                 | 3                 | 1,458,183         | 1                 | 582,503           | 1                 | 1,334,011         | 4,468,996          | 1       |
| Plan A Entertainment                   | Han Seung Woo (한승우)10           | 26    | A                    | A                    | 39      | 39                | 34                | 30                | 212,352           | 13                | 9                 | 1,248,496         | 4                 | 329,581           | 3                 | 1,079,200         | 2,869,629          | 3       |
| Plan A Entertainment                   | Choi Byung Chan (최병찬)10         | 23    | A                    | A                    | 20      | 25                | 20                | 19                | 329,821           | 14                | 16                | 888,115           | Deixou o programa | Deixou o programa | Deixou o programa | Deixou o programa | 1,217,936          | 31      |
| Plasma Entertainment (플라즈마)        | Park Sion (박시온)                 | 18    | X                    | F                    | 84      | 95                | 85                | 93                | Eliminado         | Eliminado         | Eliminado         | Eliminado         | Eliminado         | Eliminado         | Eliminado         | Eliminado         | Eliminado          | 93      |
| SF Entertainment                       | Sung Min Seo (성민서)              | 19    | D                    | D                    | 92      | 82                | 92                | 87                | Eliminado         | Eliminado         | Eliminado         | Eliminado         | Eliminado         | Eliminado         | Eliminado         | Eliminado         | Eliminado          | 87      |
| sidusHQ                                | Park Sun Ho (박선호)11             | 27    | B                    | B                    | 36      | 8                 | 10                | 14                | 417,093           | 26                | 28                | 397,067           | 25                | Eliminado         | Eliminado         | Eliminado         | 814,160+           | 25      |
| Source Music (쏘스뮤직)                | Kim Hyeon Bin (김현빈)             | 18    | D                    | A                    | 28      | 27                | 29                | 23                | 290,830           | 27                | 25                | 432,101           | 30                | Eliminado         | Eliminado         | Eliminado         | 722,931+           | 30      |
| Source Music (쏘스뮤직)                | Tsai Chia Hao (채가호)             | 22    | D                    | C                    | 57      | 62                | 72                | 78                | Eliminado         | Eliminado         | Eliminado         | Eliminado         | Eliminado         | Eliminado         | Eliminado         | Eliminado         | Eliminado          | 78      |
| Source Music (쏘스뮤직)                | Yoon Min Gook (윤민국)             | 18    | D                    | B                    | 96      | 85                | 99                | 92                | Eliminado         | Eliminado         | Eliminado         | Eliminado         | Eliminado         | Eliminado         | Eliminado         | Eliminado         | Eliminado          | 92      |
| The South (더사우스)                   | Nam Dong Hyun (남동현)12           | 21    | A                    | C                    | 45      | 40                | 45                | 52                | 80,485            | 57                | 60                | 134,540           | Eliminado         | Eliminado         | Eliminado         | Eliminado         | 215,025            | 60      |
| Starship Entertainment (스타쉽)        | Kang Min Hee (강민희)              | 18    | X                    | D                    | 11      | 20                | 18                | 22                | 311,174           | 23                | 23                | 564,822           | 14                | 173,169           | 10                | 749,444           | 1,798,609          | 10      |
| Starship Entertainment (스타쉽)        | Koo Jung Mo (구정모)               | 20    | X                    | F                    | 2       | 9                 | 9                 | 9                 | 669,616           | 8                 | 5                 | 1,334,726         | 15                | 172,337           | 12                | 704,748           | 2,881,427          | 13      |
| Starship Entertainment (스타쉽)        | Moon Hyun Bin (문현빈)             | 20    | D                    | A                    | 27      | 36                | 41                | 41                | 115,595           | 39                | 32                | 350,389           | Eliminado         | Eliminado         | Eliminado         | Eliminado         | 465,984            | 32      |
| Starship Entertainment (스타쉽)        | Song Hyeong Jun (송형준)           | 18    | X                    | D                    | 9       | 10                | 4                 | 3                 | 1,024,849         | 2                 | 4                 | 1,418,328         | 8                 | 242,818           | 4                 | 1,049,222         | 3,735,217          | 4       |
| Starship Entertainment (스타쉽)        | Ham Won Jin (함원진)               | 19    | D                    | A                    | 19      | 15                | 12                | 10                | 578,263           | 10                | 14                | 942,284           | 18                | 148,789           | 19                | 359,733           | 2,029,069          | 16      |
| Stone Music Entertainment (스톤뮤직)   | Kim Sung Hyun (김성현)13           | 24    | C                    | C                    | 22      | 33                | 39                | 42                | 112,110           | 44                | 44                | 227,987           | Eliminado         | Eliminado         | Eliminado         | Eliminado         | 340,097            | 44      |
| Think About Entertainment (띵크어바웃) | Kim Jun Jae (김준재)6              | 20    | X                    | F                    | 87      | 86                | 87                | 94                | Eliminado         | Eliminado         | Eliminado         | Eliminado         | Eliminado         | Eliminado         | Eliminado         | Eliminado         | Eliminado          | 94      |
| TOP Media (티오피미디어)               | Kim Woo Seok (김우석)14            | 24    | B                    | A                    | 5       | 7                 | 6                 | 4                 | 933,869           | 1                 | 1                 | 1,728,930         | 2                 | 457,477           | 2                 | 1,304,033         | 4,424,309          | 2       |
| TOP Media (티오피미디어)               | Lee Jin Hyuk (이진혁)14            | 24    | B                    | A                    | 38      | 35                | 32                | 25                | 274,197           | 11                | 2                 | 1,480,425         | 3                 | 351,174           | 11                | 719,466           | 2,825,262          | 14      |
| Urban Works Media (얼반웍스)           | Byeon Seong Tae (변성태)           | 22    | D                    | D                    | 60      | 67                | 70                | 66                | Eliminado         | Eliminado         | Eliminado         | Eliminado         | Eliminado         | Eliminado         | Eliminado         | Eliminado         | Eliminado          | 66      |
| Urban Works Media (얼반웍스)           | Kim Min Seo (김민서)               | 18    | D                    | B                    | 89      | 87                | 94                | 82                | Eliminado         | Eliminado         | Eliminado         | Eliminado         | Eliminado         | Eliminado         | Eliminado         | Eliminado         | Eliminado          | 82      |
| Urban Works Media (얼반웍스)           | Hong Sung Hyen (홍성현)            | 24    | B                    | C                    | 86      | 98                | 88                | 85                | Eliminado         | Eliminado         | Eliminado         | Eliminado         | Eliminado         | Eliminado         | Eliminado         | Eliminado         | Eliminado          | 85      |
| Urban Works Media (얼반웍스)           | Kim Dong Kyu (김동규)              | 20    | C                    | B                    | 76      | 78                | 84                | 99                | Eliminado         | Eliminado         | Eliminado         | Eliminado         | Eliminado         | Eliminado         | Eliminado         | Eliminado         | Eliminado          | 99      |
| VINE Entertainment (바인)              | Baek Jin (백진)15                  | 25    | B                    | F                    | 30      | 32                | 42                | 45                | 98,209            | 30                | 36                | 284,725           | Eliminado         | Eliminado         | Eliminado         | Eliminado         | 382,934            | 36      |
| WM Entertainment                       | Lee Gyu Hyung (이규형)             | 26    | C                    | C                    | 85      | 97                | 86                | 76                | Eliminado         | Eliminado         | Eliminado         | Eliminado         | Eliminado         | Eliminado         | Eliminado         | Eliminado         | Eliminado          | 76      |
| Woollim Entertainment (울림)           | Kim Dong Yun (김동윤)              | 18    | D                    | B                    | 15      | 21                | 26                | 32                | 211,787           | 29                | 31                | 354,360           | 23                | 96,480            | Eliminado         | Eliminado         | 662,627            | 23      |
| Woollim Entertainment (울림)           | Kim Min Seo (김민서)               | 18    | X                    | F                    | 48      | 54                | 48                | 47                | 87,664            | 54                | 52                | 168,993           | Eliminado         | Eliminado         | Eliminado         | Eliminado         | 256,657            | 52      |
| Woollim Entertainment (울림)           | Moon Jun Ho (문준호)               | 20    | X                    | F                    | 25      | 38                | 44                | 51                | 83,743            | 59                | 59                | 148,896           | Eliminado         | Eliminado         | Eliminado         | Eliminado         | 232,639            | 59      |
| Woollim Entertainment (울림)           | Joo Chang Uk (주창욱)              | 19    | D                    | B                    | 24      | 31                | 37                | 38                | 140,627           | 31                | 30                | 357,875           | 29                | Eliminado         | Eliminado         | Eliminado         | 498,502+           | 29      |
| Woollim Entertainment (울림)           | Cha Jun Ho (차준호)                | 18    | C                    | C                    | 4       | 11                | 11                | 11                | 499,672           | 15                | 13                | 1,011,352         | 11                | 181,445           | 9                 | 756,939           | 2,449,408          | 9       |
| Woollim Entertainment (울림)           | Hwang Yun Seong (황윤성)           | 20    | B                    | D                    | 13      | 24                | 22                | 15                | 397,255           | 21                | 18                | 689,778           | 13                | 173,360           | 15                | 554,589           | 1,814,982          | 18      |
| WUZO Entertainment                     | Choi Jin Hwa (최진화)              | 18    | A                    | D                    | 75      | 92                | 81                | 74                | Eliminado         | Eliminado         | Eliminado         | Eliminado         | Eliminado         | Eliminado         | Eliminado         | Eliminado         | Eliminado          | 74      |
| YG Entertainment                       | Mahiro Hidaka (히다카 마히로)2     | 19    | D                    | D                    | 47      | 45                | 53                | 56                | 71,950            | 58                | 49                | 205,369           | Eliminado         | Eliminado         | Eliminado         | Eliminado         | 277,319            | 49      |
| YG Entertainment                       | Wang Jyun Hao (왕군호)2            | 20    | C                    | F                    | 42      | 37                | 46                | 54                | 74,073            | 60                | 58                | 150,579           | Eliminado         | Eliminado         | Eliminado         | Eliminado         | 224,652            | 58      |
| Yuehua Entertainment (위에화)          | Cho Seung Youn (조승연)16          | 24    | B                    | B                    | 67      | 41                | 38                | 28                | 235,056           | 19                | 17                | 754,435           | 6                 | 281,580           | 5                 | 929,311           | 2,200,382          | 5       |
| Yuehua Entertainment (위에화)          | Hwang Geum Ryul (황금률)           | 22    | C                    | B                    | 66      | 68                | 77                | 84                | Eliminado         | Eliminado         | Eliminado         | Eliminado         | Eliminado         | Eliminado         | Eliminado         | Eliminado         | Eliminado          | 84      |
| Yuehua Entertainment (위에화)          | Yu Seong Jun (유성준)              | 19    | X                    | F                    | 78      | 93                | 95                | 86                | Eliminado         | Eliminado         | Eliminado         | Eliminado         | Eliminado         | Eliminado         | Eliminado         | Eliminado         | Eliminado          | 86      |

## Performances de Batalhas de Grupos
Vencedor
     Líder
     Center
     Líder e Center

| Performance | Performance | Performance          | Time | Time           | Participantes       | Participantes             | Participantes | Participantes   | Participantes |
| #           | Grupo       | Música               | #    | Total de votos | Posição             | Nome                      | Votos         | Votos com bônus | Rank          |
| ----------- | ----------- | -------------------- | ---- | -------------- | ------------------- | ------------------------- | ------------- | --------------- | ------------- |
| 1           | EXO         | Mama                 | 1    | 327            | Vocalista Principal | Yoon Seo-bin18            | 62            | 62              | 59            |
| 1           | EXO         | Mama                 | 1    | 327            | Sub Vocal 1         | Kang Seok-hwa             | 30            | 30              | 79            |
| 1           | EXO         | Mama                 | 1    | 327            | Sub Vocal 2         | Tony                      | 24            | 24              | 87            |
| 1           | EXO         | Mama                 | 1    | 327            | Sub Vocal 3         | Hwang Yoon-seong          | 99            | 99              | 51            |
| 1           | EXO         | Mama                 | 1    | 327            | Sub Vocal 4         | Kang Min-hee              | 56            | 56              | 63            |
| 1           | EXO         | Mama                 | 1    | 327            | Rapper 1            | Mahiro Hidaka             | 8             | 8               | 99            |
| 1           | EXO         | Mama                 | 1    | 327            | Rapper 2            | Han Gi-chan               | 48            | 48              | 69            |
| 1           | EXO         | Love Shot            | 2    | 517            | Vocalista Principal | Cho Seung-youn            | 77            | 3077            | 24            |
| 1           | EXO         | Love Shot            | 2    | 517            | Sub Vocal 1         | Lee Han-gyul              | 53            | 3053            | 33            |
| 1           | EXO         | Love Shot            | 2    | 517            | Sub Vocal 2         | Hong Seong-jun            | 5             | 3005            | 50            |
| 1           | EXO         | Love Shot            | 2    | 517            | Sub Vocal 3         | Lee Se-jin                | 87            | 3087            | 20            |
| 1           | EXO         | Love Shot            | 2    | 517            | Sub Vocal 4         | Kim Woo-seok              | 210           | 5100            | 4             |
| 1           | EXO         | Love Shot            | 2    | 517            | Rapper 1            | Keum Dong-hyun            | 50            | 3050            | 34            |
| 1           | EXO         | Love Shot            | 2    | 517            | Rapper 2            | Kim Si-hun                | 35            | 3035            | 40            |
| 2           | BTS         | No More Dream        | 1*   | 597            | Rapper Principal    | Hong Sung-hyun            | 113           | 3113            | 13            |
| 2           | BTS         | No More Dream        | 1*   | 597            | Sub Rapper 1        | Steven Kim                | 75            | 3075            | 25            |
| 2           | BTS         | No More Dream        | 1*   | 597            | Sub Rapper 2        | Kim Hyun-bin              | 285           | 5850            | 1             |
| 2           | BTS         | No More Dream        | 1*   | 597            | Vocal 1             | Won Hyun-sik              | 32            | 3032            | 41            |
| 2           | BTS         | No More Dream        | 1*   | 597            | Vocal 2             | Kim Sung-yeon             | 80            | 3080            | 21            |
| 2           | BTS         | No More Dream        | 1*   | 597            | Vocal 3             | Lee Sang-ho               | 12            | 3012            | 49            |
| 2           | BTS         | Blood, Sweat & Tears | 2    | 237            | Rapper Principal    | Lee Won-jun               | 51            | 51              | 65            |
| 2           | BTS         | Blood, Sweat & Tears | 2    | 237            | Sub Rapper 1        | Lee Hwan                  | 32            | 32              | 78            |
| 2           | BTS         | Blood, Sweat & Tears | 2    | 237            | Sub Rapper 2        | Yun Hyun-jo               | 14            | 14              | 96            |
| 2           | BTS         | Blood, Sweat & Tears | 2    | 237            | Vocal 1             | Jeong Young-bin           | 27            | 27              | 81            |
| 2           | BTS         | Blood, Sweat & Tears | 2    | 237            | Vocal 2             | Moon Hyun-bin             | 59            | 59              | 60            |
| 2           | BTS         | Blood, Sweat & Tears | 2    | 237            | Vocal 3             | Park Yoon-sol             | 54            | 54              | 64            |
| 3           | Monsta X    | Trespass             | 1    | 461            | Vocalista Principal | Yoon Min-guk              | 39            | 3039            | 37            |
| 3           | Monsta X    | Trespass             | 1    | 461            | Sub Vocal 1         | Wei Zi Yue                | 218           | 5180            | 3             |
| 3           | Monsta X    | Trespass             | 1    | 461            | Sub Vocal 2         | Lee Gyu-hyung             | 30            | 3030            | 42            |
| 3           | Monsta X    | Trespass             | 1    | 461            | Sub Vocal 3         | Lee Yoo-jin               | 111           | 3111            | 14            |
| 3           | Monsta X    | Trespass             | 1    | 461            | Rapper 1            | Yu Seong-jun              | 27            | 3027            | 43            |
| 3           | Monsta X    | Trespass             | 1    | 461            | Rapper 2            | Jeong Jae-hoon            | 36            | 3036            | 39            |
| 3           | Monsta X    | Dramarama            | 2    | 283            | Vocalista Principal | Choi Jun-seong            | 15            | 15              | 94            |
| 3           | Monsta X    | Dramarama            | 2    | 283            | Sub Vocal 1         | Oh Sae-bom                | 66            | 66              | 58            |
| 3           | Monsta X    | Dramarama            | 2    | 283            | Sub Vocal 2         | Nam Dong-hyun             | 84            | 84              | 54            |
| 3           | Monsta X    | Dramarama            | 2    | 283            | Sub Vocal 3         | Yoo Gun-min               | 56            | 56              | 63            |
| 3           | Monsta X    | Dramarama            | 2    | 283            | Rapper 1            | Kim Kwan-woo              | 27            | 27              | 81            |
| 3           | Monsta X    | Dramarama            | 2    | 283            | Rapper 2            | Kim Dong-gyu              | 35            | 35              | 76            |
| 4           | Seventeen   | Adore U              | 1    | 233            | Vocalista Principal | Jeon Hyun-woo             | 30            | 30              | 79            |
| 4           | Seventeen   | Adore U              | 1    | 233            | Sub Vocal 1         | Wang Jyun Hao             | 50            | 50              | 68            |
| 4           | Seventeen   | Adore U              | 1    | 233            | Sub Vocal 2         | Park Sun-ho               | 27            | 27              | 81            |
| 4           | Seventeen   | Adore U              | 1    | 233            | Sub Vocal 3         | Moon Jun-ho               | 21            | 21              | 88            |
| 4           | Seventeen   | Adore U              | 1    | 233            | Rapper 1            | Song Chang-ha             | 87            | 87              | 53            |
| 4           | Seventeen   | Adore U              | 1    | 233            | Rapper 2            | Choi Jin-hwa              | 18            | 18              | 90            |
| 4           | Seventeen   | Clap                 | 2    | 544            | Vocalista Principal | Lee Hyeop                 | 18            | 3018            | 46            |
| 4           | Seventeen   | Clap                 | 2    | 544            | Sub Vocal 1         | Kwon Tae-eun              | 57            | 3057            | 28            |
| 4           | Seventeen   | Clap                 | 2    | 544            | Sub Vocal 2         | Kim Jin-gon               | 56            | 3056            | 29            |
| 4           | Seventeen   | Clap                 | 2    | 544            | Sub Vocal 3         | Ham Won-jin               | 164           | 3164            | 10            |
| 4           | Seventeen   | Clap                 | 2    | 544            | Rapper 1            | Nam Do-hyon               | 78            | 3078            | 23            |
| 4           | Seventeen   | Clap                 | 2    | 544            | Rapper 2            | Kim Dong-yoon             | 171           | 4710            | 6             |
| 5           | Wanna One   | Energetic            | 1    | 582            | Vocalista Principal | Jeong Myung-hoon          | 113           | 3113            | 12            |
| 5           | Wanna One   | Energetic            | 1    | 582            | Sub Vocal 1         | Woo Je-won                | 39            | 3039            | 36            |
| 5           | Wanna One   | Energetic            | 1    | 582            | Sub Vocal 2         | Anzardi Timothée          | 27            | 3027            | 43            |
| 5           | Wanna One   | Energetic            | 1    | 582            | Sub Vocal 3         | Peak                      | 56            | 3056            | 29            |
| 5           | Wanna One   | Energetic            | 1    | 582            | Rapper 1            | Lee Jun-hyuk              | 173           | 3173            | 9             |
| 5           | Wanna One   | Energetic            | 1    | 582            | Rapper 2            | Won Hyuk                  | 174           | 4740            | 5             |
| 5           | Wanna One   | Light                | 2    | 219            | Vocalista Principal | Choi Si-hyuk              | 18            | 18              | 90            |
| 5           | Wanna One   | Light                | 2    | 219            | Sub Vocal 1         | Uehara Jun                | 14            | 14              | 96            |
| 5           | Wanna One   | Light                | 2    | 219            | Sub Vocal 2         | Tsai Chia Hao             | 69            | 69              | 56            |
| 5           | Wanna One   | Light                | 2    | 219            | Sub Vocal 3         | Lee Jae-bin               | 35            | 35              | 76            |
| 5           | Wanna One   | Light                | 2    | 219            | Rapper 1            | Park Jin-yeol             | 41            | 41              | 73            |
| 5           | Wanna One   | Light                | 2    | 219            | Rapper 2            | Kwon Hee-jun              | 42            | 42              | 72            |
| 6           | Got7        | Girls Girls Girls    | 1    | 463            | Vocalista Principal | Kim Kook-heon             | 80            | 3080            | 21            |
| 6           | Got7        | Girls Girls Girls    | 1    | 463            | Sub Vocal 1         | Kang Hyun-soo             | 17            | 3017            | 47            |
| 6           | Got7        | Girls Girls Girls    | 1    | 463            | Sub Vocal 2         | Byun Seong-tae            | 38            | 3038            | 38            |
| 6           | Got7        | Girls Girls Girls    | 1    | 463            | Sub Vocal 3         | Kim Hyung-min             | 15            | 3015            | 48            |
| 6           | Got7        | Girls Girls Girls    | 1    | 463            | Sub Vocal 4         | Choi Byung-chan           | 135           | 4350            | 8             |
| 6           | Got7        | Girls Girls Girls    | 1    | 463            | Rapper 1            | Kim Sung-hyun             | 101           | 3101            | 16            |
| 6           | Got7        | Girls Girls Girls    | 1    | 463            | Rapper 2            | Yuri                      | 70            | 3070            | 26            |
| 6           | Got7        | Lullaby              | 2    | 331            | Vocalista Principal | Song Yubin                | 89            | 89              | 52            |
| 6           | Got7        | Lullaby              | 2    | 331            | Sub Vocal 1         | Lee Ha-min                | 9             | 9               | 97            |
| 6           | Got7        | Lullaby              | 2    | 331            | Sub Vocal 2         | Choi Su-hwan              | 66            | 66              | 57            |
| 6           | Got7        | Lullaby              | 2    | 331            | Sub Vocal 3         | Joo Chang-wook            | 59            | 59              | 60            |
| 6           | Got7        | Lullaby              | 2    | 331            | Sub Vocal 4         | Yoon Jeong-hwan           | 39            | 39              | 74            |
| 6           | Got7        | Lullaby              | 2    | 331            | Rapper 1            | Baek Jin                  | 51            | 51              | 65            |
| 6           | Got7        | Lullaby              | 2    | 331            | Rapper 2            | Hwang Geum-ryul           | 19            | 19              | 89            |
| 7           | NU'EST W    | Where You At         | 1    | 588            | Vocalista Principal | Lee Tae-seung             | 128           | 3128            | 11            |
| 7           | NU'EST W    | Where You At         | 1    | 588            | Sub vocal 1         | Heo Jin-ho                | 59            | 3059            | 27            |
| 7           | NU'EST W    | Where You At         | 1    | 588            | Sub Vocal 2         | Park Si-On                | 23            | 3023            | 45            |
| 7           | NU'EST W    | Where You At         | 1    | 588            | Sub Vocal 3         | Kim Min-seo (Woollim)     | 95            | 3095            | 18            |
| 7           | NU'EST W    | Where You At         | 1    | 588            | Rapper 1            | Sung Min-seo              | 56            | 3056            | 29            |
| 7           | NU'EST W    | Where You At         | 1    | 588            | Rapper 2            | Lee Woo-jin               | 227           | 5270            | 2             |
| 7           | NU'EST W    | Dejavu               | 2    | 144            | Vocalista Principal | Kim Min-seo (Urban Works) | 51            | 51              | 65            |
| 7           | NU'EST W    | Dejavu               | 2    | 144            | Sub Vocal 1         | Im Da-hun                 | 8             | 8               | 99            |
| 7           | NU'EST W    | Dejavu               | 2    | 144            | Sub Vocal 2         | Choi Byung-hoon           | 15            | 15              | 94            |
| 7           | NU'EST W    | Dejavu               | 2    | 144            | Sub Vocal 3         | Kim Young-sang            | 26            | 26              | 85            |
| 7           | NU'EST W    | Dejavu               | 2    | 144            | Rapper 1            | Kim Jun-jae               | 18            | 18              | 90            |
| 7           | NU'EST W    | Dejavu               | 2    | 144            | Rapper 2            | Kim Seung-hwan            | 26            | 26              | 85            |
| 8           | NCT U       | The 7th Sense        | 2    | 248            | Rapper Principal    | Kim Dong-bin              | 27            | 27              | 81            |
| 8           | NCT U       | The 7th Sense        | 2    | 248            | Sub Rapper 1        | Lee Jin-woo               | 36            | 36              | 75            |
| 8           | NCT U       | The 7th Sense        | 2    | 248            | Sub Rapper 2        | Song Hyeong-jun           | 45            | 45              | 70            |
| 8           | NCT U       | The 7th Sense        | 2    | 248            | Vocal 1             | Koo Jung-mo               | 45            | 45              | 70            |
| 8           | NCT U       | The 7th Sense        | 2    | 248            | Vocal 2             | Kim Min-gyu               | 78            | 78              | 55            |
| 8           | NCT U       | The 7th Sense        | 2    | 248            | Vocal 3             | Lee Mi-dam                | 17            | 17              | 93            |
| 8           | NCT U       | Boss                 | 1    | 566            | Rapper Principal    | Kim Yo-han                | 170           | 4700            | 7             |
| 8           | NCT U       | Boss                 | 1    | 566            | Sub Rapper 1        | Lee Eun-sang              | 48            | 3048            | 35            |
| 8           | NCT U       | Boss                 | 1    | 566            | Sub Rapper 2        | Lee Jin-hyuk              | 93            | 3093            | 19            |
| 8           | NCT U       | Boss                 | 1    | 566            | Vocal 1             | Han Seung-woo             | 99            | 3099            | 17            |
| 8           | NCT U       | Boss                 | 1    | 566            | Vocal 2             | Son Dong-pyo              | 54            | 3054            | 32            |
| 8           | NCT U       | Boss                 | 1    | 566            | Vocal 3             | Cha Jun-ho                | 102           | 3102            | 15            |